# Драгузети
Драгузети (итал. Dragosetti) је насељено место у саставу општине Барбан у Истарској жупанији, Хрватска. До територијалне реорганизације у Хрватској налазили су се у саставу старе општине Пула.

## Становништво
Према последњем попису становништва из 2011. године у насељу Драгузети живело је 77 становника.
| година пописа  | 1857 | 1869 | 1880 | 1890 | 1900 | 1910 | 1921 | 1931 | 1948 | 1953 | 1961 | 1971 | 1981 | 1991 | 2001 | 2011 |
| бр. становника | 0    | 0    | 72   | 63   | 78   | 89   | 0    | 0    | 137  | 135  | 139  | 118  | 96   | 94   | 78   | 83   |

Напомена:У пописима 1857. 1869. 1921. и 1931. подаци су садржани у насељу Орихи, а 1921. и 1931. у насељу Кожљани.